# Louise Fletcher
Estelle Louise Fletcher (Birmingham, 22 de julho de 1934 – Montdurausse, 23 de setembro de 2022) foi uma atriz estadunidense. O seu primeiro papel como atriz foi na série de televisão 77 Sunset Strip (1957-58), antes de fazer sua estreia no cinema em Águias em Alerta em 1963. Em 1974, após um hiato de uma década, Fletcher apareceu em Renegados até a Última Rajada de Robert Altman.
No ano seguinte, ganhou reconhecimento internacional por sua atuação como Enfermeira Ratched no filme dramático Um Estranho no Ninho (1975), pelo qual ela ganhou o Oscar de melhor atriz, além do BAFTA e do Globo de Ouro. Seus outros papéis notáveis no cinema incluem O Exorcista II - O Herege (1977), Projeto Brainstorm (1983), Chamas da Vingança (1984), O Jardim dos Esquecidos (1987), Contrato de Risco (1996) e Segundas Intenções (1999).
Mais tarde em sua carreira, Fletcher voltou à televisão, aparecendo como Winn Adami em Jornada nas Estrelas: Deep Space Nine (1993–1999), além de receber indicações ao Prêmio Emmy por seus papéis na série de televisão Picket Fences (1996) e Joan of Arcadia (2004). Em 2011-2012, ela apareceu em um papel recorrente em No Limite do Showtime. Ela interpretou o papel de Rosie na série Girlboss da Netflix (2017).

## Biografia
Louise Fletcher era a segunda de quatro filhos de um ministro da Igreja Episcopal. Tanto o seu pai como a sua mãe eram surdos e trabalhavam com pessoas com esta deficiência.
O papel mais importante de sua carreira foi o da Enfermeira Ratched, no filme One Flew Over the Cuckoo's Nest (br: Um Estranho no Ninho), de 1975, e pelo qual ganhou o Oscar de melhor atriz em 1976. Na cerimônia de premiação, Fletcher fez seu discurso em língua de sinais, para homenagear seus pais deficientes auditivos.
O papel tinha sido recusado por Anne Bancroft, Ellen Burstyn, Colleen Dewhurst e Jane Fonda. Pelo mesmo filme, além do Oscar, ela ganhou os prêmios BAFTA e Globo de Ouro de melhor atriz.
Entre os inúmeros filmes em que atuou destacam-se Exorcist II: The Heretic (1977), Brainstorm (1983), Invaders from Mars (1986) (1986), The Boy Who Could Fly (1986), Nobody's Fool (1986) (1986), Flowers in the Attic (1987) e Two Moon Junction (1988), a maioria filmes de terror e suspense.
Fez participações em diversas séries televisivas, entre elas Maverick (1959), The Untouchables (1959), Perry Mason (1960), Tales from the Crypt (1991), Picket Fences (1992), Fantasy Island (1999), Star Trek: Deep Space Nine (1999), Joan of Arcadia (2004), 7th Heaven (2005) e ER (2005).
Morreu em 23 de setembro de 2022, aos 88 anos de idade, na cidade francesa de Montdurausse.

## Filmografia
| Ano       | Filme                           | Personagem                       | Notas                                                                                                  |
| --------- | ------------------------------- | -------------------------------- | --- |
| 1963      | A Gathering of Eagles           | Mrs. Kemler                      | sem crédito                                                                                            |
| 1974      | Thieves Like Us                 | Mattie                           | |
| 1975      | One Flew Over the Cuckoo's Nest | Enfermeira Ratched               | Oscar de melhor atriz BAFTA de melhor atriz em cinema Globo de Ouro de melhor atriz em filme dramático |
| 1975      | Russian Roulette (filme)        | Midge                            | |
| 1977      | Exorcist II: The Heretic        | Dr. Gene Tuskin                  | |
| 1978      | The Cheap Detective             | Marlene DuChard                  | |
| 1979      | Natural Enemies                 | Miriam Steward                   | |
| 1979      | The Magician of Lublin          | Emilia                           | |
| 1979      | The Lady in Red                 | Anna Sage                        | |
| 1980      | Mama Dracula                    | Mama Dracula                     | |
| 1980      | The Lucky Star                  | Loes Bakker                      | |
| 1981      | Strange Behavior                | Barbara Moorehead                | |
| 1983      | Brainstorm                      | Dr. Lillian Reynolds             | Saturno de melhor atriz em cinema                                                                      |
| 1983      | Strange Invaders                | Mrs. Benjamin                    | |
| 1983      | Overnight Sensation             | Eve Peregrine – 'E. K. Hamilton' | |
| 1984      | Firestarter                     | Norma Manders                    | |
| 1984      | Talk to Me                      | Richard's mother                 | |
| 1986      | Nobody's Fool                   | Pearl                            | |
| 1986      | The Boy Who Could Fly           | Psiquiatra                       | |
| 1986      | Invaders from Mars              | Mrs. McKeltch                    | |
| 1987      | Flowers in the Attic            | Grandmother – Olivia Foxworth    | Indicada—Saturno de melhor atriz coadjuvante em cinema                                                 |
| 1987      | Predator: The Concert           | Supervisora do Parque            | |
| 1988      | Two Moon Junction               | Belle Delongpre                  | |
| 1989      | Best of the Best                | Mrs. Grady                       | |
| 1989      | The Karen Carpenter Story       | Agnes Carpenter                  | |
| 1990      | Blue Steel                      | Shirley Turner                   | |
| 1990      | Shadowzone                      | Dr. Erhardt                      | |
| 1991      | Nightmare on the 13th Floor     | Letti Gordon                     | |
| 1993–1999 | Star Trek: Deep Space Nine      | Winn Adami                       | |
| 1994      | Giorgino                        | Innkeeper                        | |
| 1994      | Tryst                           | Maggie                           | |
| 1994      | Tollbooth                       | Lillian                          | |
| 1995      | Return to Two Moon Junction     | Belle Delongpre                  | |
| 1995      | Virtuosity                      | Elizabeth Deane                  | |
| 1996      | The Stepford Husbands           | Miriam Benton                    | |
| 1996      | Edie & Pen                      | Judge                            | |
| 1996      | Mulholland Falls                | Esther                           | sem crédito                                                                                            |
| 1996      | Frankenstein and Me             | Mrs. Perdue                      | |
| 1996      | High School High                | Principal Evelyn Doyle           | |
| 1996      | 2 Days in the Valley            | Evelyn                           | |
| 1997      | Breast Men                      | Mrs. Saunders                    | Indicada—Satellite de melhor atriz coadjuvante em uma série, minissérie ou telefilme                   |
| 1997      | The Girl Gets Moe               | Gloria                           | |
| 1997      | Gone Fishin'                    | Dona do restaurante              | sem crédito                                                                                            |
| 1998      | Love Kills                      | Alena Heiss                      | |
| 1999      | A Map of the World              | Nellie Goodwin                   | |
| 1999      | Cruel Intentions                | Helen Rosemond                   | |
| 1999      | The Contract                    | Grandma Collins                  | |
| 2000      | More Dogs Than Bones            | Iva Doll                         | |
| 2000      | Very Mean Men                   | Katherine Mulroney               | |
| 2000      | Big Eden                        | Grace Cornwell                   | |
| 2000      | Silver Man                      | Val                              | |
| 2001      | After Image                     | Aunt Cora                        | |
| 2001      | Touched by a Killer             | Judge Erica Robertson            | |
| 2001      | Dial 9 for Love                 | Abbie                            | |
| 2002      | Manna from Heaven               | Mother Superior                  | |
| 2003      | Finding Home                    | Esther                           | |
| 2004      | Clipping Adam                   | Grammy                           | |
| 2005      | Aurora Borealis                 | Ruth Shorter                     | |
| 2005      | Dancing in Twilight             | Evelyn                           | |
| 2005      | ER                              | Roberta 'Birdie' Chadwick        | |
| 2006      | Fat Rose and Squeaky            | Bonnie                           | |
| 2006      | Me and Luke                     | Grandmother Glennie              | |
| 2007      | The Last Sin Eater              | Miz Elda                         | |
| 2009      | Heroes                          | Dra. Coolidge                    | |
| 2010      | Private Practice                | mãe de Pete Wilder               | |